# إثيوبيون

علم إثيوبيا

الإثيوبيون هم السكان الأصليون لإثيوبيا، وكذلك الشتات العالمي لإثيوبيا. يشكل الإثيوبيون عدة مجموعات عرقية مكونة، يرتبط العديد منها ارتباطًا وثيقًا بالجماعات العرقية في إريتريا المجاورة وأجزاء أخرى من القرن الأفريقي.
سكان إثيوبيا متنوعون للغاية ولغاتهم ومجموعات عرقية مختلفة. يتحدث معظم سكانها لغة سامية أو كوشية وكلاهما جزء من عائلة اللغة الأفروآسيوية، بينما يتحدث الآخرون لغات نيلية-صحراوية. يشكل الأورومو، الأمهرة، الصوماليون والتغراي أكثر من ثلاثة أرباع (75٪) السكان، ولكن هناك أكثر من 80 مجموعة عرقية مختلفة داخل إثيوبيا. بعض هؤلاء لديهم عدد قليل من الأعضاء يصل إلى 10,000 عضو.

## عرق

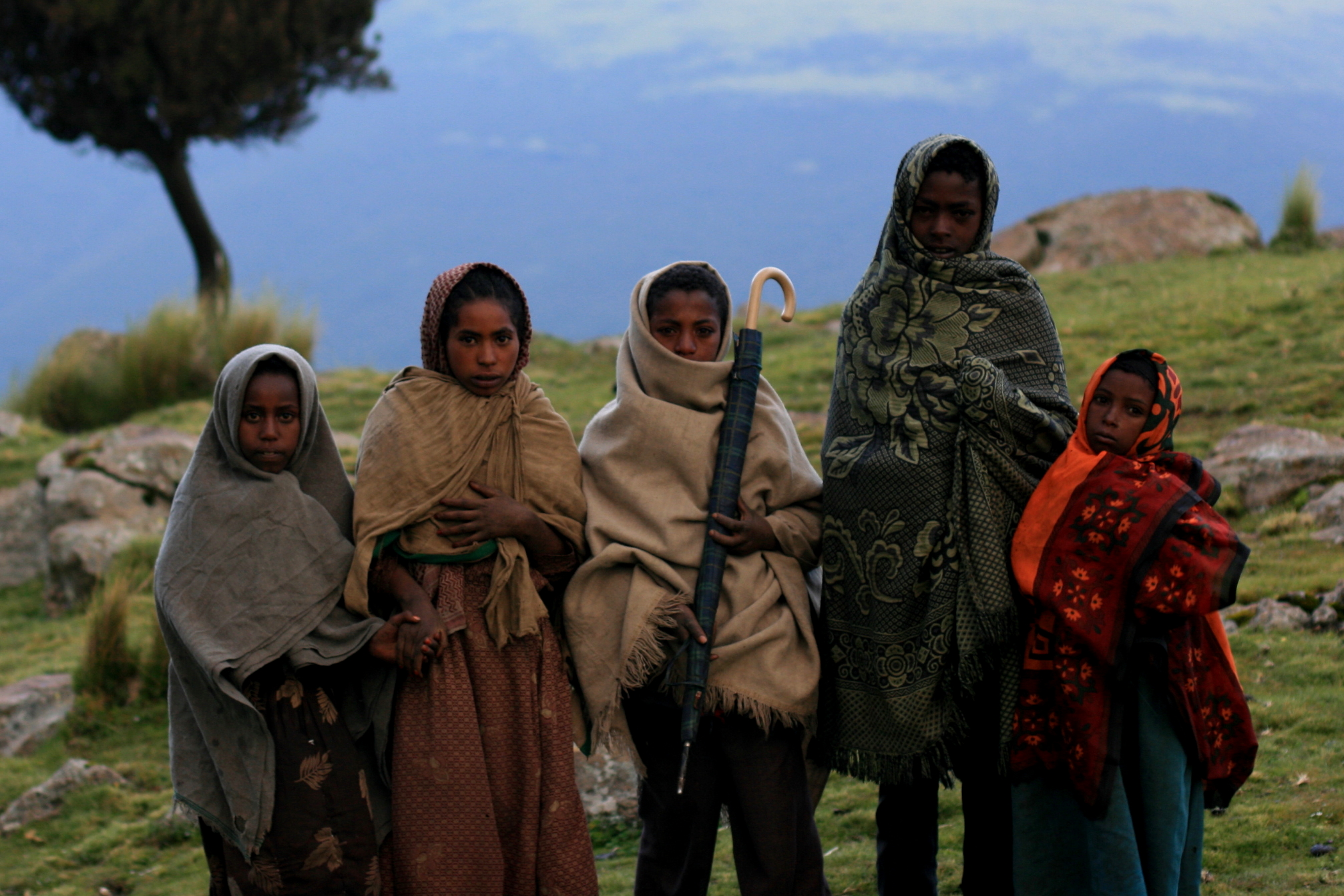
شعب أمهره

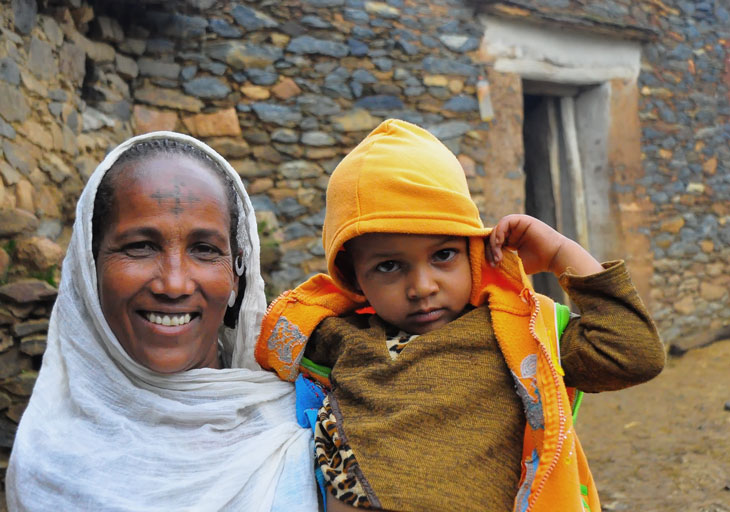
تغراي

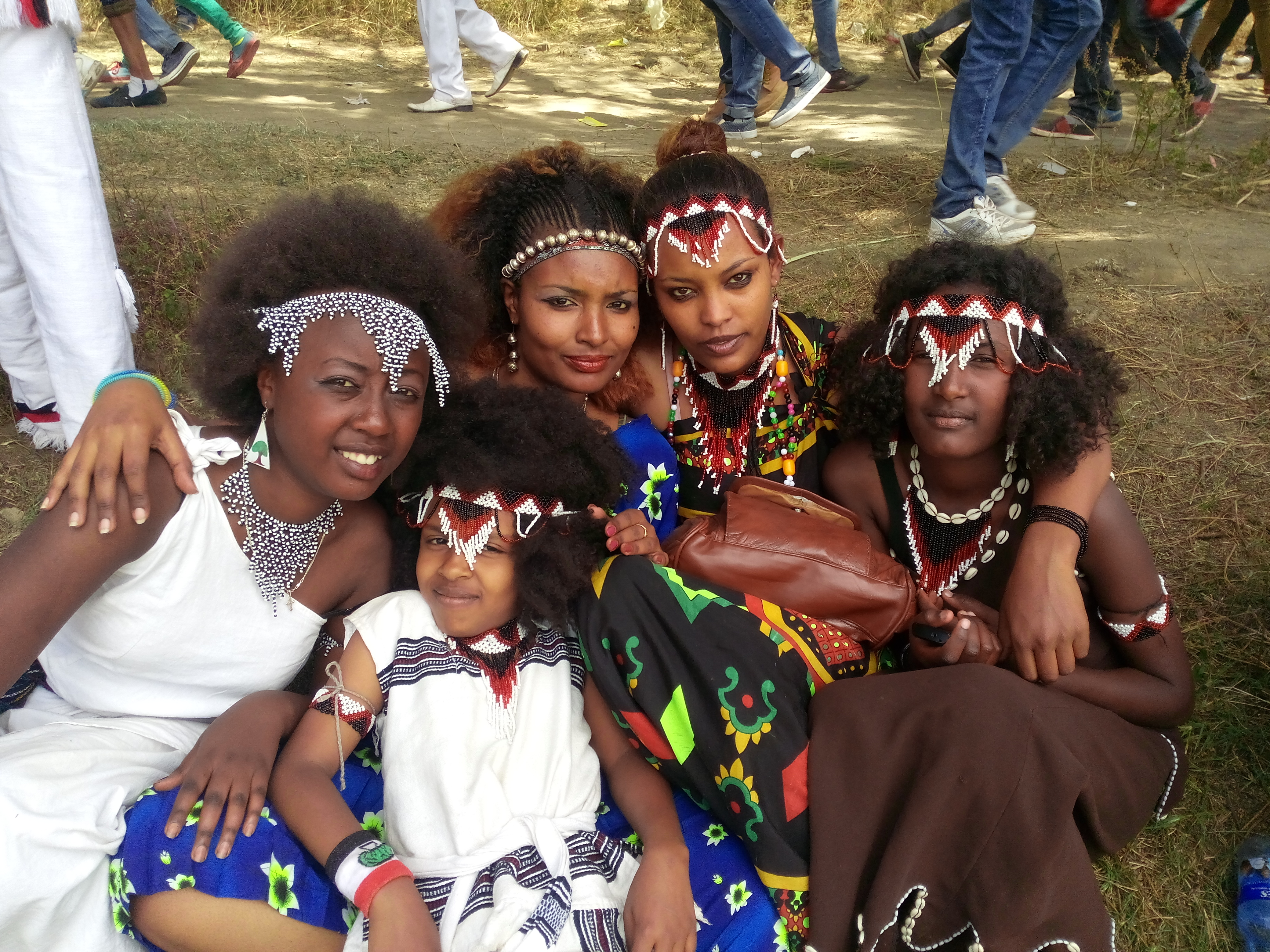
شعب أورومو

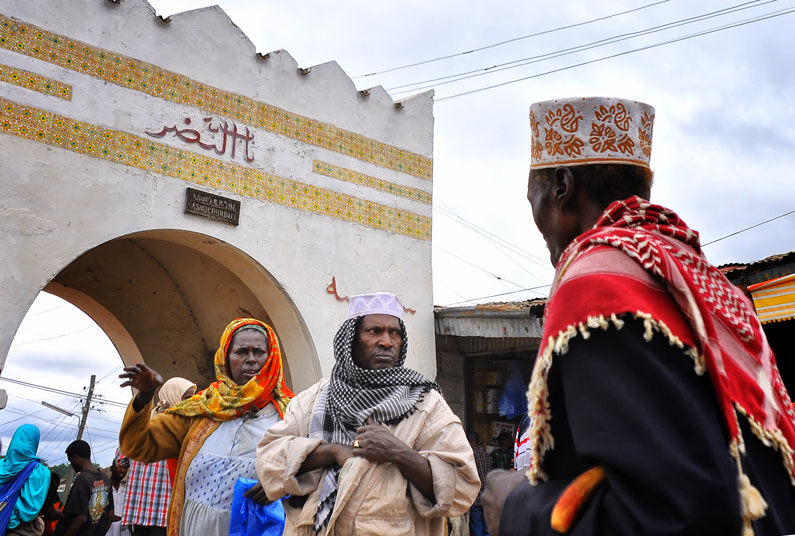
الناس في هرر

### المجموعات العرقية الرئيسية
- أورومو 34.9٪
- أمهره 27.9٪
- تغراي 7.3٪
- سيداما 4.1٪
- جراجي 2.8٪
- ولايتا 3٪
- صومالي 2.7٪
- هدية 2.2٪
- عفر 0.6٪
- المجموعات العرقية الأخرى 12.6٪[2]

## اللغات
حتى سقوط الدرغ، كانت الأمهرية هي اللغة الرسمية الوحيدة في الإدارة الحكومية والمحاكم والكنيسة وحتى في التعليم الابتدائي. بعد عام 1991، تم استبدال الأمهرية في العديد من المناطق باللغات الحكومية الرسمية الأخرى مثل الأورومو والصومالية والتغرينية. اللغة الإنجليزية هي اللغة الأجنبية الأكثر انتشارًا ويتم تدريسها في جميع المدارس الثانوية.
وفقًا للإحصاء الإثيوبي لعام 2007 وكتاب حقائق العالم لوكالة المخابرات المركزية (CIA)، فإن أكبر اللغات الأولى هي: الأورومو 24,929,567 متحدثًا أو 33.8٪ من إجمالي السكان؛ الأمهرية 21,631,370 أو 29.3٪ (لغة عمل اتحادية)؛ الصومالية 4,609,274 أو 6.2٪؛ التيغرينية 4,324,476 بنسبة 5.9٪؛ السيداما 4,981,471 أو 4٪؛ ولايتا 1,627,784 أو 2.2٪؛ غوريج 1,481,783 أو 2٪. والعفارية 1,281,278 أو 1.7٪. تشمل اللغات الأجنبية المتداولة على نطاق واسع العربية (الرسمية) والإنجليزية (الرسمية؛ لغة أجنبية رئيسية تُدرس في المدارس) والإيطالية (التي تتحدث بها الأقليات الأوروبية).

## دين
وفقًا لكتاب حقائق وكالة المخابرات المركزية، فإن الديموغرافيا الدينية لإثيوبيا هي كما يلي؛ الإثيوبيون الأرثوذكس 43.8٪، المسلمون 31.3٪، البروتستانت 22.8٪، الكاثوليك 0.7٪، التقليديون 0.6٪، وغيرهم 0.8٪.

## الشتات
تم العثور على أكبر مجتمع شتات في الولايات المتحدة. وفقًا لمكتب الإحصاء الأمريكي، عاش 250 ألف مهاجر إثيوبي في الولايات المتحدة اعتبارًا من عام 2008. وأفاد 30 ألف مواطن إضافي من مواليد الولايات المتحدة بأنهم من أصول إثيوبية. وفقًا لآرون ماتيو تيرازاس، «إذا تم تضمين أحفاد المهاجرين المولودين في إثيوبيا (الجيل الثاني وما فوق)، فإن التقديرات تتراوح ما يزيد عن 460,000 في الولايات المتحدة (منهم حوالي 350,000 في منطقة العاصمة واشنطن؛ 96,000 في لوس أنجلوس؛ و10,000 في نيويورك)».

## روابط خارجية
- دليل المجموعات العرقية مع معلومات عن أعداد السكان والدين، تحتفظ به الكنائس البروتستانتية ووكالات الإرسالية